# ترقيم المنازل
ترقيم المنازل (بالإنجليزية: House numbering)‏ هو إعطاء رقم فريد لكل مبنى في الشارع أو المنطقة، بهدف تسهيل تحديد موقع مبنى معين. يكون رقم المنزل عادةً جزءًا من عنوان السكن. يصف المصطلح رقم أي مبنى (سواء كان سكني أو تجاري) مع صندوقه البريدي، أو أرض خالية حتى. تختلف مخططات ترقيم المنزل حسب الموقع، وفي حالات عديدة ضمن المدن حتى. تُطلق أسماء على المنازل في بعض مناطق العالم، بما فيها المناطق النائية عادةً ولكنها لا تُعطى أرقام.

## تاريخه
كان ترقيم المنازل موجود في جسر نوتردام في باريس عام 1512. وعلى أي حال، كان يهدف الترقيم إلى تحديد توزيع الملكيات الخاصة في المدينة، ولم يكن هدفها تنيظيميًا.
في القرن الثامن عشر، طُبّقت أولى مخططات ترقيم الشوارع في أنحاء أوروبا، للمساعدة في المهام الإدارية وفي تأمين الخدمات مثل تسليم البريد. جاء في كتاب نظرة جديدة للندن في عام 1708 أنه «قد مُيّزت المنازل في شارع بريسكوت، حقول غودمان، عن طريق الأرقام بدلًا من الإشارات». رُقّمت أجزاء من ضواحي باريس في عشرينيات القرن الثامن عشر، إذ رُقّمت منازل حي اليهود في نفس العقد في مدينة براغ تحت ظل الإمبراطورية النمساوية بهدف مساعدة السلطات في التجنيد الإجباري لليهود.
ظهر ترقيم الشوارع في منتصف القرن الثامن عشر، وخاصة في بروسيا، حيث أمرت السلطات بـ«اختيار أرقام للمنازل... في القرى الصغيرة قبل يوم من زحف الجنود». في خمسينيات وستينيات القرن الثامن عشر، طُبق ترقيم الشوارع على مستوى كبير في مدريد، ولندن، وفيينا، بالإضافة إلى العديد من المدن حول أوروبا. أصدر ملك فرنسا لويس الخامس عشر مرسومًا ينص على إلحاق أرقامًا للمنازل في جميع منازل فرنسا الواقعة خارج باريس، من أجل تعقب الجنود الذين تم إيواؤهم في منازل المدنيين بشكل رئيسي.
ونظرًا إلى التطور التدريجي في مخططات ترقيم المنازل وعنونة الشوارع، جرت جهود للإصلاح دوريًا. فعلى سبيل الذكر، بدأت بعض مدن الولايات المتحدة بجهود لتطوير مخططاتها في أواخر القرن التاسع عشر.

## شرق آسيا
تُقسم المدن في اليابان وكوريا الجنوبية إلى مناطق صغيرة مرقمة. ومن ثمّ تُصنف المنازل ضمن كل منطقة حسب ترتيب بنائها، أو باتجاه عقاب الساعة حول المربع السكني. يكون هذا النظام مشابهًا لنظام سيستيري (السادس) المطبق في البندقية. غالبًا ما يضطر زائرو المدن الكبيرة والمعقدة مثل طوكيو اللجوء إلى طلب الاتجاهات من فرع الشرطة المحلية (كوبان).
تُتبع عادةً في هونغ كونغ -مستعمرة بريطانية سابقة- قاعدة الأوروبيين والبريطانيين في ترقيم المنازل بالأرقام الفردية في إحدى الجوانب، وبالأرقام الزوجية في الجانب الآخر. وقد يُرقم جانب واحد فقط في بعض الطرق والشوارع الواقعة على الساحل، حتى ولو استُصلحت الأراضي البحرية على الجانب الآخر. ومن هذه الطرق أو الشوارع شارع فيري، وغرب طريق كونوت، وطريق غلوسستر.
تتبع معظم المدن الصينية البرية الرئيسية النظام الأوروبي، باستخدام الأرقام الفردية في إحدى جانبي الطريق والأرقام الزوجية على الجانب المقابل. وقد يكون الشارع في شنغهاي القديمة مرتفعة الكثافة، إما هاو (بالصينية: 号) أو نونغ (بالصينية: 弄)، ويُرقم بكليهما على التوالي. تشير هاو إلى الأبواب أكثر من البناء، فعلى سبيل المثال، إذا كان المنزل الذي عنوانه 25 وومينغ أر دي متبوعًا ببناء آخر يملك ثلاثة مداخل مفتوحة على الشارع، فيُرقم بثلاثة هاو مختلفة، من الرقم 27 وحتى 29 وومينغ أر دي.
تُترجم نونغ في بعض الأوقات إلى «حارة»، مشيرةً إلى مجموعة من المباني. فإذا كان البناء في المثال السابق متبوعًا بمجمع مغلق، فسوف يكون عنوانه «الحارة 31، وومينغ أر دي». ويُجزأ نونغ أكثر إلى هاو خاص به، لا يكون متعلقًا بهاو الشارع، فيمكن لعنوان شقة كامل ضمن المجمع أن يكون على الشكل التالي «الشقة 5005، الرقم 7، الحارة 31، وومينغ أر دي».

## معرض صور

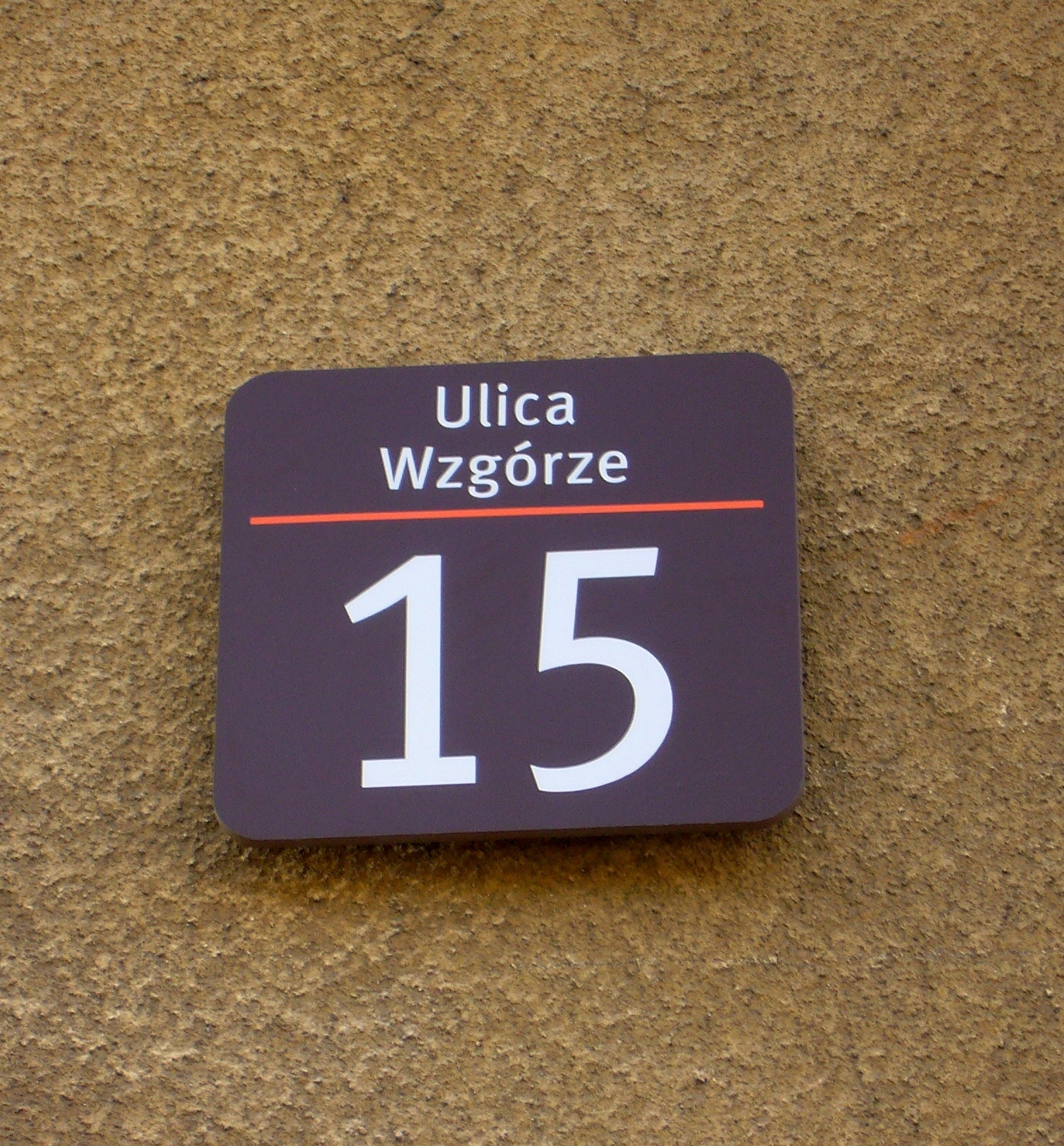
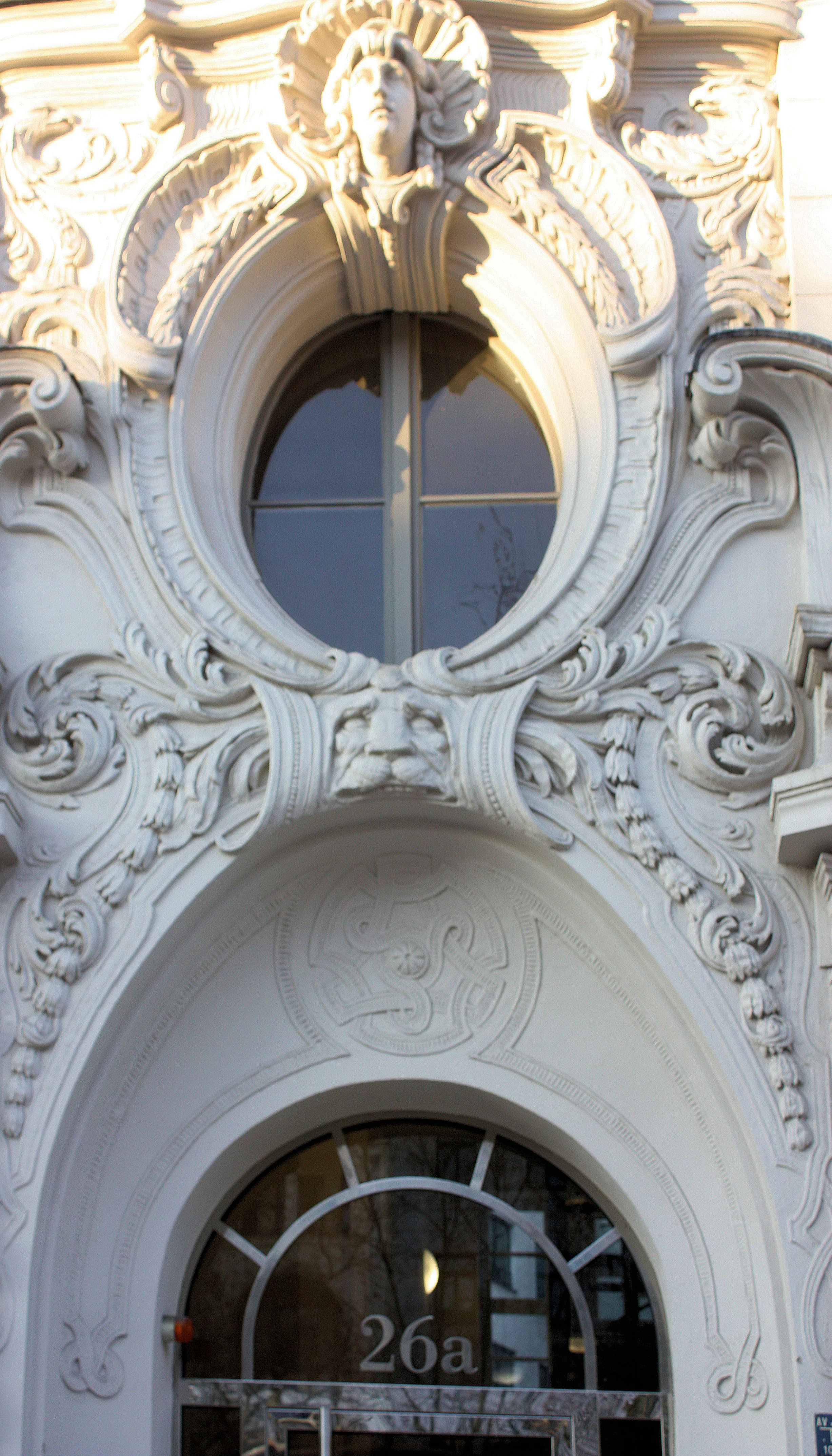
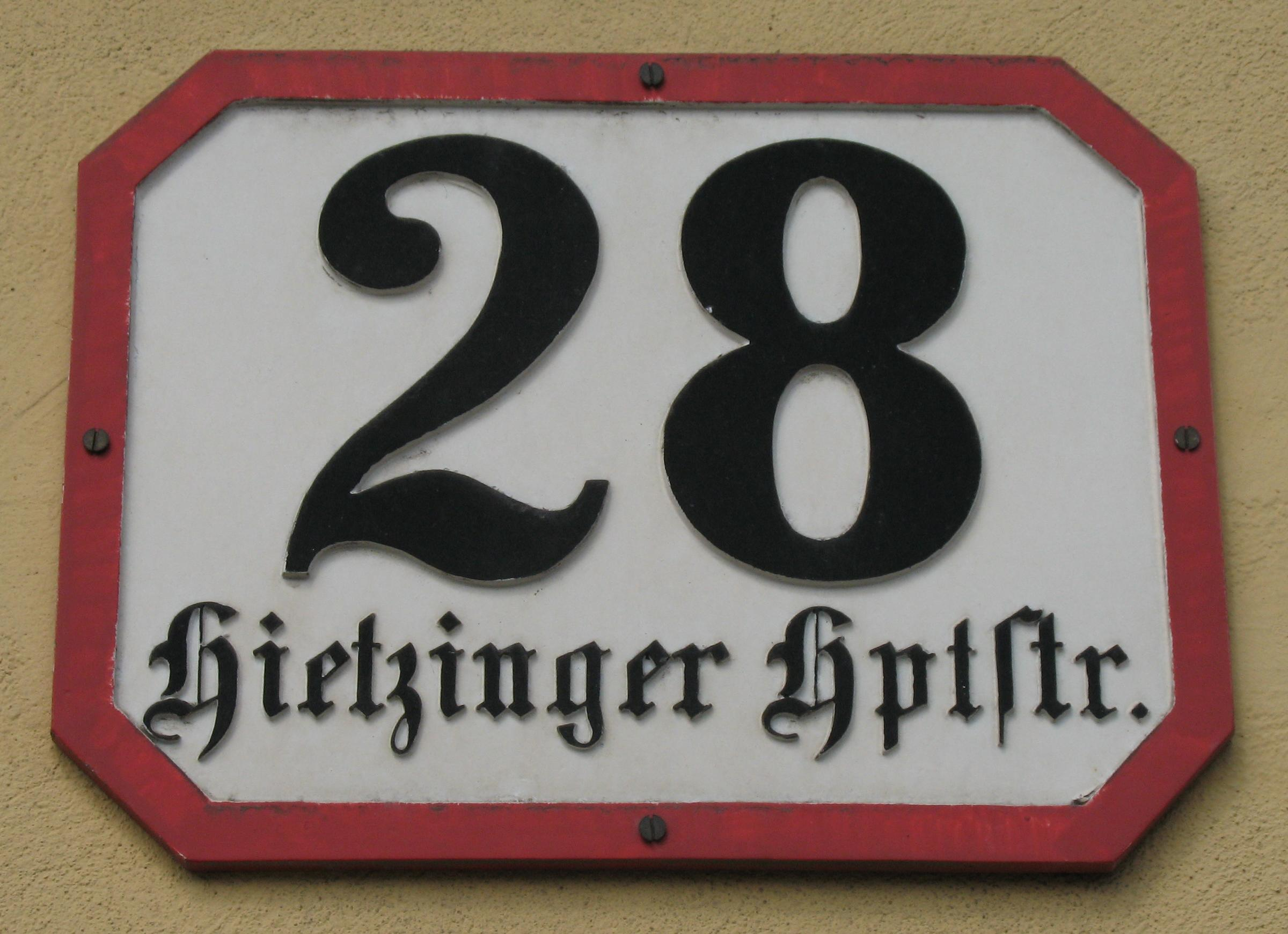
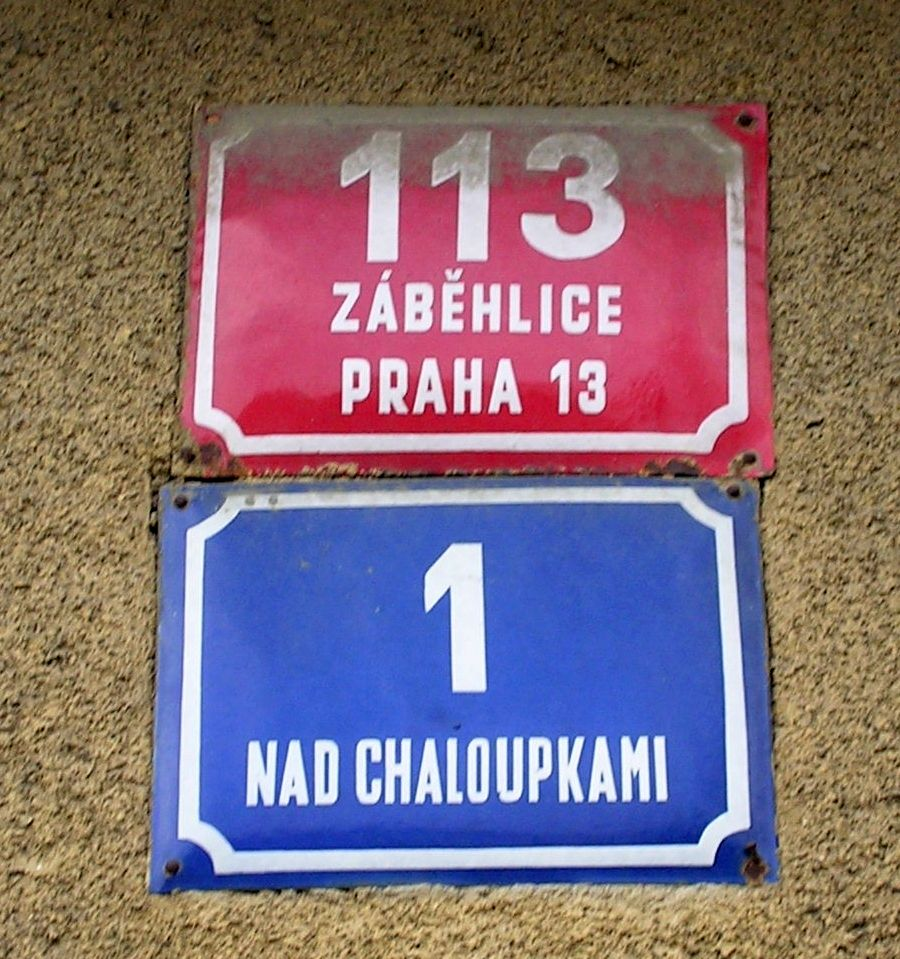